# Bernd Siebert (Mathematiker)

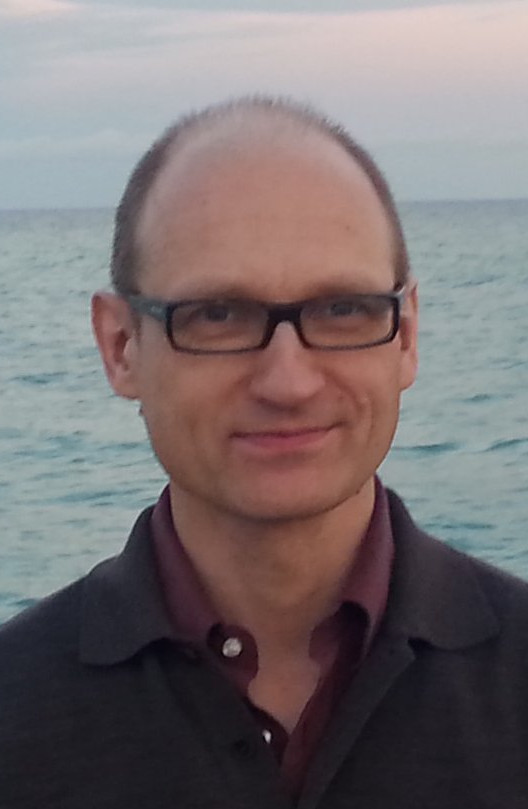
Bernd Siebert (2014)

Bernd Siebert (* 5. März 1964 in Berlin-Wilmersdorf) ist ein deutscher Mathematiker, der sich mit algebraischer Geometrie beschäftigt.

## Leben
Siebert studierte ab 1984 Mathematik an der Universität Erlangen, wechselte 1986 weiter an die Universität Bonn und 1987 an die Universität Göttingen, wo er 1989 bei Hans Grauert sein Diplom mit Auszeichnung machte. Im Anschluss war er Doktorand und wissenschaftlicher Assistent in Göttingen. 1992 wurde er bei Grauert promoviert (Faserzykelräume, geometrische Plattifikation und meromorphe Äquivalenzrelationen). 1993/94 war er am Courant Institute, wechselte dann nach Bochum und war als Visiting Scholar 1997/98 am MIT, bevor er sich 1998 in Bochum habilitierte (Gromov-Witten invariants for general symplectic manifolds). Als DFG-Heisenberg Fellow ging er von 2000 bis 2002 an die Universität Paris VI/Universität Paris VII. Er wurde 2002 als Professor an die Albert-Ludwigs-Universität Freiburg berufen. Seit 2008 war er an der Universität Hamburg, wo er ab 2011 Sprecher des Graduiertenkollegs Mathematics Inspired by String Theory and QFT war. Seit 2018 ist er an der University of Texas at Austin.
In der Forschung hat Bernd Siebert zunächst  Beiträge zur Theorie der Gromov-Witten-Invarianten geleistet. Um 2002 ist er durch seine Einsichten in logarithmische Geometrie in ein fortdauerndes gemeinsames Forschungsprogramm mit Mark Gross eingetreten, aus dem  Arbeiten entstanden sind, welche Bezug zur Stringtheorie (Spiegelsymmetrie) und tropischen Geometrie haben.
2014 ist er gemeinsam mit Mark Gross Invited Speaker auf dem Internationalen Mathematikerkongress in Seoul in der Sektion Complex Geometry (Local mirror symmetry in the tropics). Für 2016 wurde beiden der Clay Research Award zugesprochen.

## Schriften
- mit M. Gross: Logarithmic Gromov-Witten invariants, J. Amer. Math. Soc. 26 (2013), 451–510.
- mit M. Gross: From real affine geometry to complex geometry, Ann. of Math. 174 (2011), 1301–1428.
- mit M. Gross, R. Pandharipande: The tropical vertex, Duke Math. J. 153 (2010), 297–362.
- mit T. Nishinou: Toric degenerations of toric varieties and tropical curves, Duke Math. J. 135 (2006), 1–51.
- mit G. Tian: On the holomorphicity of genus two Lefschetz fibrations, Annals of Math. 161 (2005), 955–1016.
- Symplectic Gromov-Witten invariants, in: New trends in Algebraic Geometry (Hrsg. Fabrizio Catanese, Klaus Hulek, Chris Peters, Miles Reid), Warwick 1996, Cambridge University Press 1998, 375–424.